# Holmsjön (Ånge)
Holmsjön ist der größte See in der historischen schwedischen Provinz Medelpad, die zu Norrland gehört. Er liegt westlich von Ånge und ist Teil des Ljungan-Flusssystems. Je nach Wasserstand befindet sich der See auf 240 m bis 245 m ö.h. Der See ist beliebt bei Anglern, da er eine große Artenvielfalt enthält, unter anderem Barsche, Hechte, Felchen, Forellen, Quappen, Plötze und Aland.